# Mýšlovice
Mýšlovice jsou malá vesnice, část obce Vrančice v okrese Příbram ve Středočeském kraji. Nachází se asi 2,5 kilometru východně od Vrančic. Je zde evidováno 21 adres. V roce 2011 zde trvale žilo 24 obyvatel.
Mýšlovice jsou také název katastrálního území o rozloze 4,96 km². V katastrálním území Mýšlovice leží i Životice.

## Historie
První písemná zmínka o vesnici pochází z roku 1356.

## Obyvatelstvo
| Rok            | 1869 | 1880 | 1890 | 1900 | 1910 | 1921 | 1930 | 1950 | 1961 | 1970 | 1980 | 1991 | 2001 | 2011 | 2021 |
| -------------- | ---- | ---- | ---- | ---- | ---- | ---- | ---- | ---- | ---- | ---- | ---- | ---- | ---- | ---- | ---- |
| Počet obyvatel | 136  | 144  | 152  | 121  | 121  | 99   | 96   | 72   | 64   | 53   | 43   | 36   | 30   | 24   | 21   |
| Počet domů     | 16   | 17   | 17   | 17   | 17   | 17   | 17   | 17   | 17   | 17   | 17   | 15   | 10   | 14   | 15   |

## Obecní správa
Při sčítání lidu v letech 1850–1960 Mýšlovice byly osadou obce Zbenice, se kterým patřily nejprve do okresu Písek, ale od roku 1950 v okrese Příbram. Od 12. června 1960 do 31. prosince 1979 byly částí obce Vrančice v okrese Příbram. Od 1. ledna 1980 do 22. ledna 1992 byly částí obce Milín v okrese Příbram. Od 23. ledna 1992 jsou opět částí obce Vrančice v okrese Příbram.

## Pamětihodnosti
- Kaple Panny Marie
- Boží muka

## Galerie

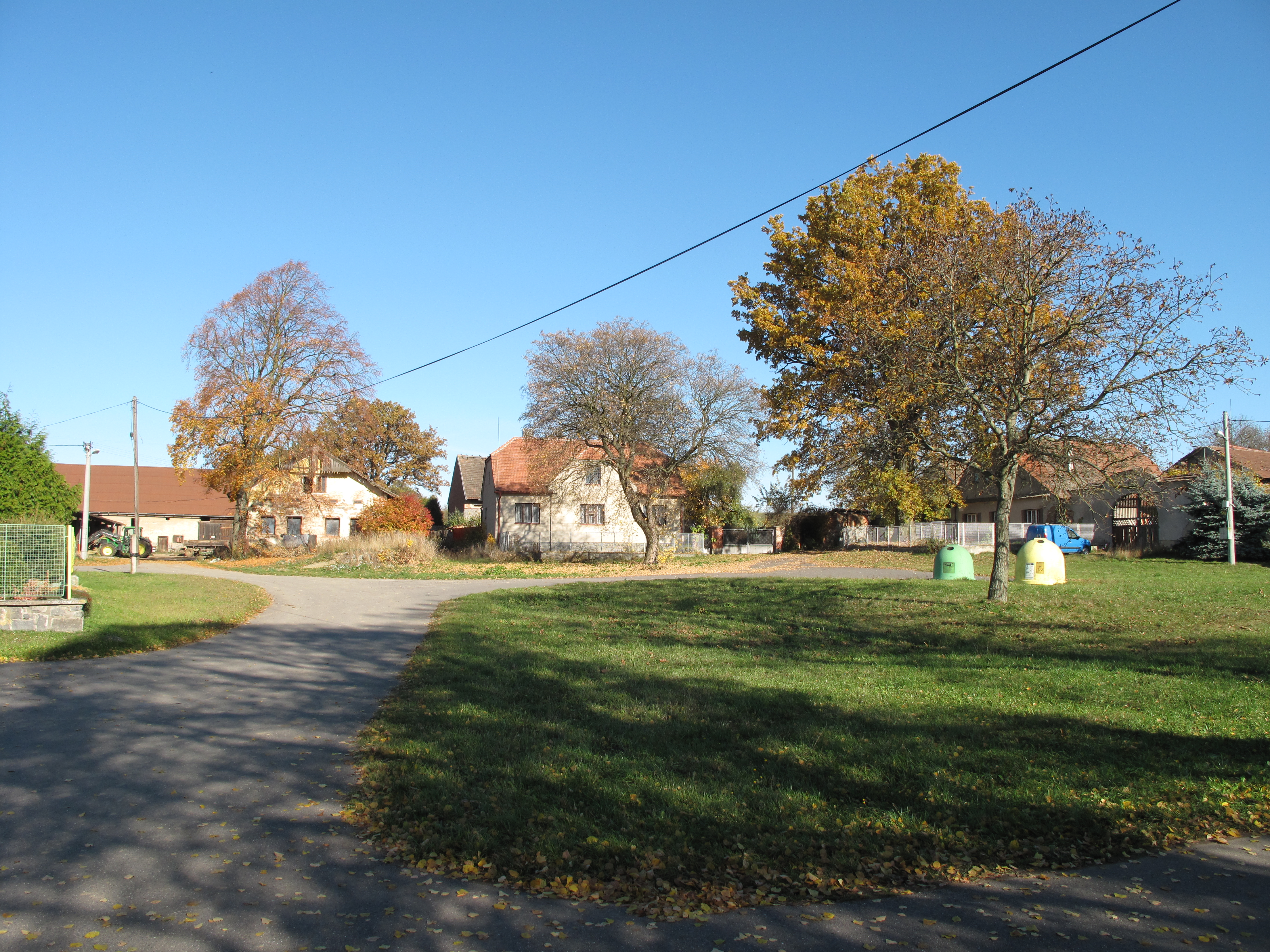
Náves
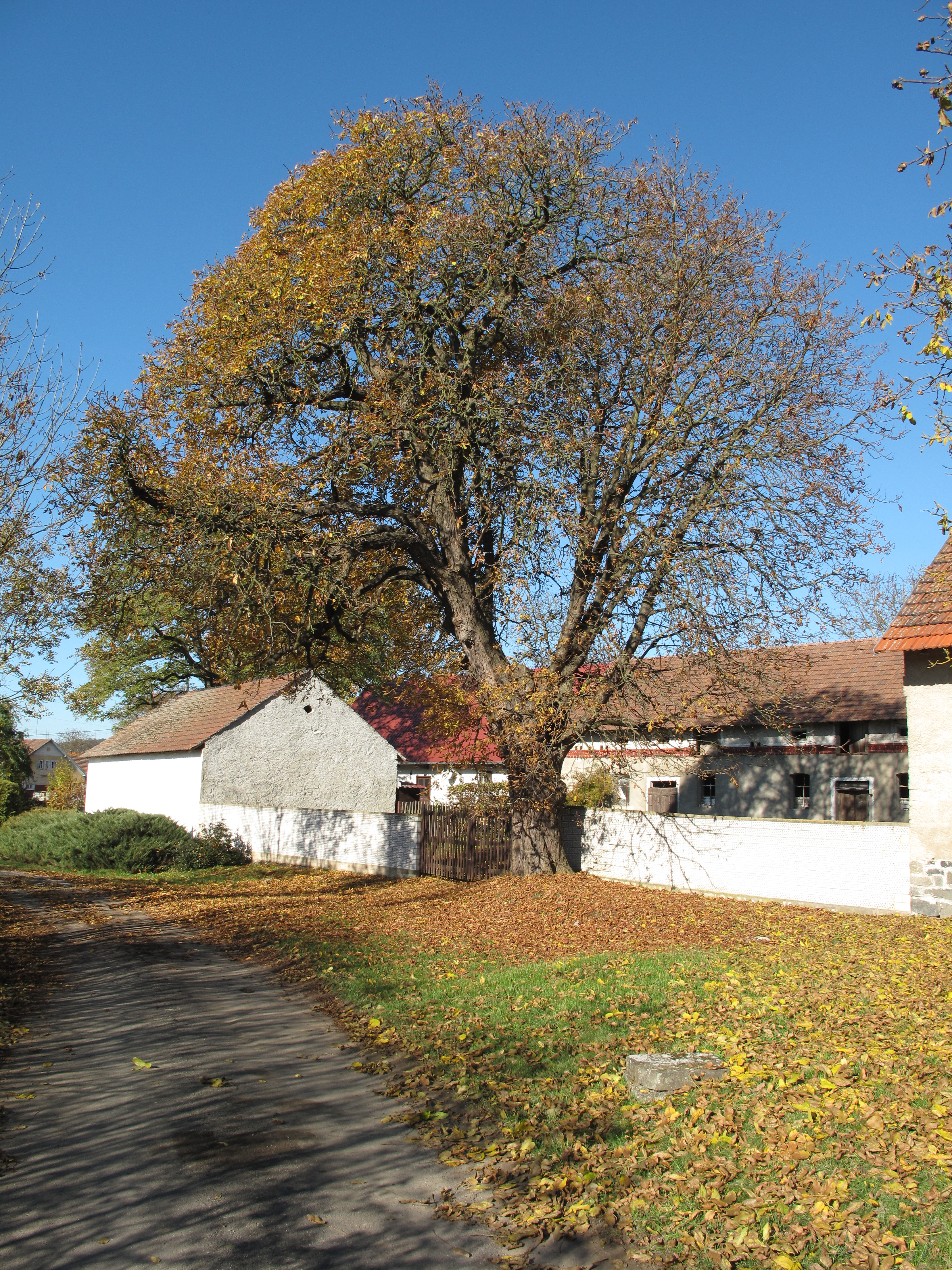
Kaštan
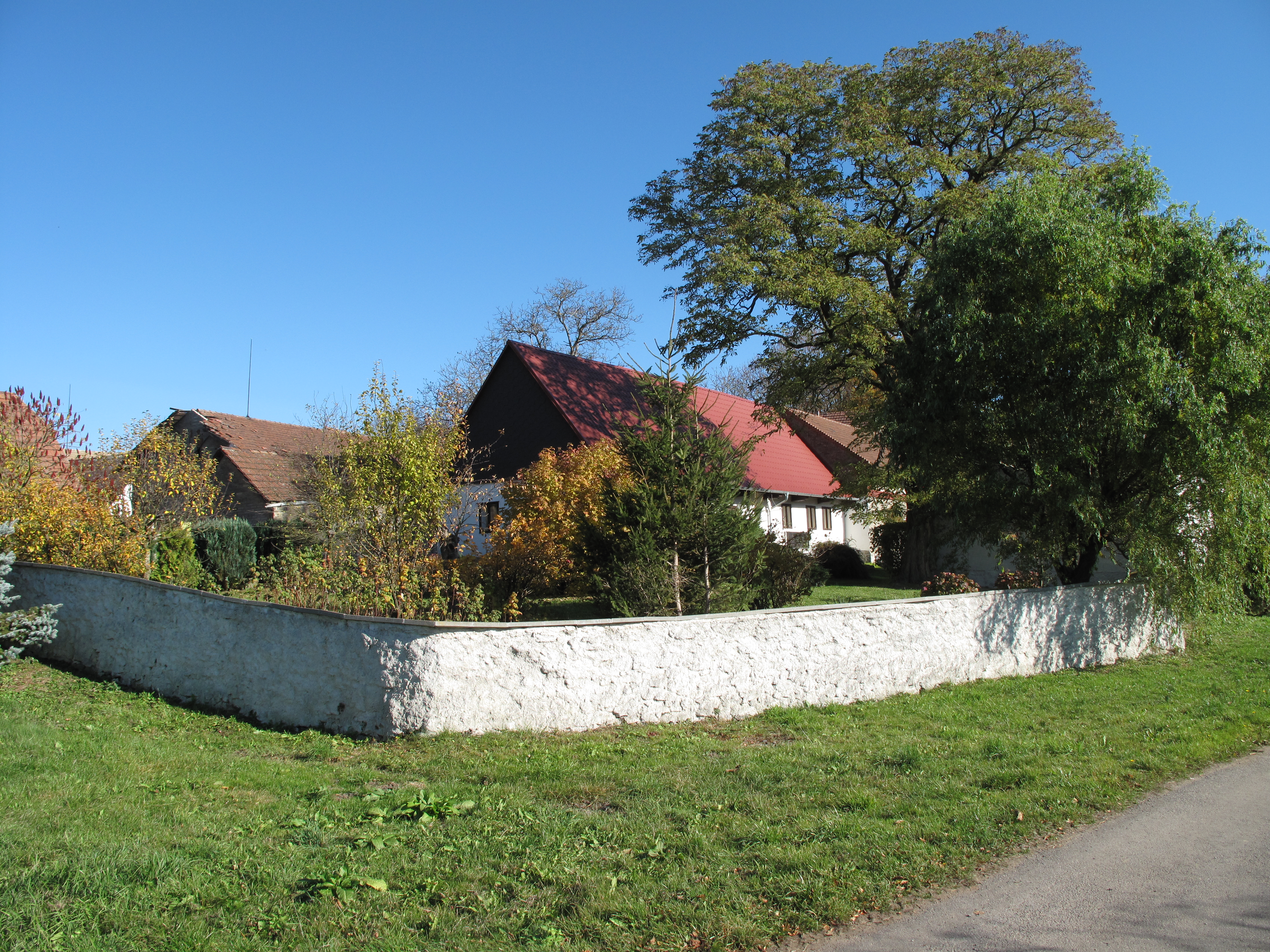
Zahrada